# Gustav Adolf Pommer

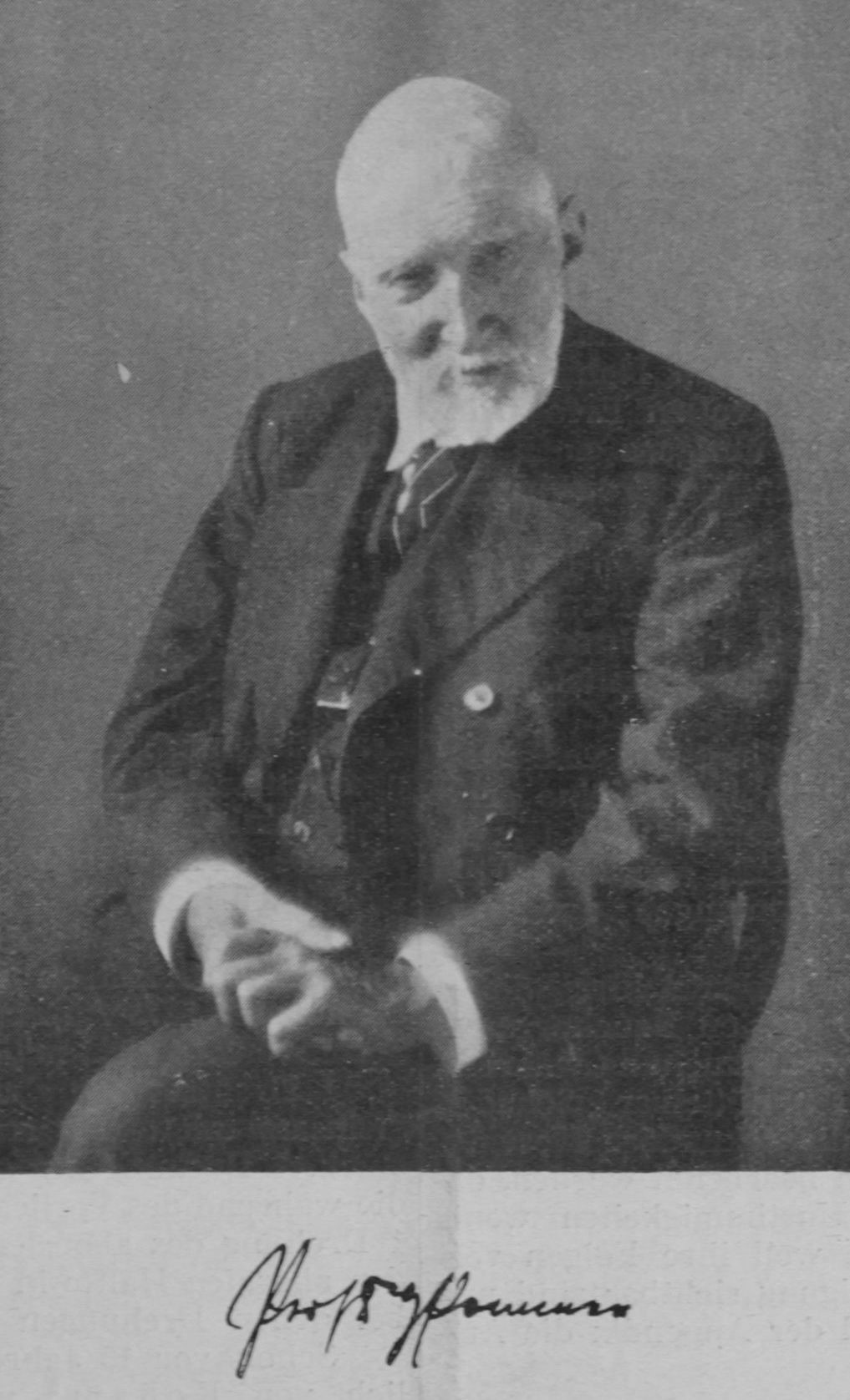
Gustav Adolf Pommer

Gustav Adolf Pommer (* 27. Juni 1851 in Graz; † 29. Dezember 1935 in Innsbruck) war ein österreichischer Mediziner.

## Leben
Pommers Vater war Richter. Gustav Adolf Pommer studierte Medizin an den Universitäten Wien und Graz und wurde dort 1875 promoviert. Anschließend war er bis 1880 Assistent am Lehrstuhl für pathologische Anatomie an der Universität Graz. 1878 war er Oberarzt im Okkupationsfeldzug in Bosnien. Ab 1880 arbeitete er als praktischer Arzt in Graz. 1886 wurde er habilitiert und Privatdozent für pathologische Anatomie an der Universität Graz. Von 1888 bis 1922 war er ordentlicher Professor der pathologischen Anatomie an der Universität Innsbruck, deren Rektor er 1902/03 war. 1925 wurde er korrespondierendes Mitglied der Akademie der Wissenschaften in Wien.
Pommer starb an den Folgen eines Schenkelhalsbruchs.

## Veröffentlichungen (Auswahl)
- Über die lacunäre Resorption in erkrankten Knochen. Wien 1881.
- Untersuchungen über Osteomalacie und Rachitis; nebst Beiträgen zur Kenntniß der Knochenresorption und -apposition in verschiedenen Altersperioden und der durchbohrenden Gefäße. Vogel, Leipzig 1885.
- Schädel- und Gehirn-Asymmetrie, verursacht durch ein Kephalaematoma internum: Mittheilungen aus dem patholog.-anantomischen Institute zu Innsbruck. In: Beiträge zur Anthropologie, Ethnologie und Urgeschichte von Tirol: Festschrift zur Feier des 25jährigen Jubiläums der Deutschen Anthropologischen Gesellschaft in Innsbruck 24.–28. August 1894 in Innsbruck. Wagner, Innsbruck 1894.
- Zur Kenntnis der anatomischen und mikroskopischen Befunde bei Darminfarzierung. In: Virchows Archiv für pathologische Anatomie und Physiologie und für klinische Medizin. Bd. 200 (1910), S. 522–572.
- Die Bedeutung der Funktion für die Erklärung in der neueren Pathologie. Innsbruck 1902 (Feierliche Inauguration des für das Studienjahr ... zum Rektor gewählten ... / Universität Innsbruck; 1902/03).
- Mikroskopische Befunde bei Arthritis deformans. In: Denkschriften der Mathematisch-Naturwiss. Klasse der Kaiserlichen Akadademie der Wissenschaften Bd. 89 (1913).
- Über Osteoporose, ihren Ursprung und ihre differentialdiagnostische Bedeutung. In: Archiv für Klinische Chirurgie. Bd. 136 (1925), S. 1–33.
- Mikroskopische Untersuchungen über Gelenkgicht. Fischer, Jena 1929.

## Ehrungen
- 1926: Ehrendoktorwürde der Medizinischen Fakultät der Universität Wien